# 대동모빌리티
주식회사 대동모빌리티(株式會社 大同-)는 대한민국의 체인 부품 및 다목적 차량 제조업체로, 대동의 자회사이다.

## 역사 및 현황
- 1977년 6월 29일: 회사 설립